# Yixing
Yixing (vereenvoudigd Chinees: 宜兴; traditioneel Chinees: 宜興) is een stad en een arrondissement in de prefectuur Wuxi in de Chinese provincie Jiangsu. Bij de volkstelling van 2020 had de stad zelf 889.871 inwoners, het arrondissement had 1.285.785 inwoners.
Yixing zelf, eigenlijk een satellietstad van Wuxi, is onderdeel van de Yangtze Delta Zone, maar ligt aan het Taihu, het grote meer ten zuiden van de rivierbedding en niet aan de oevers van de Yangtze rivier zelf.

## Geschiedenis
Yixing heette aanvankelijk Yangxian (阳羡) en werd gesticht in 221 v.Chr., aan het begin van de regering van de Qin-dynastie. Tussen 303 en 310, gedurende de Jin-periode, sloeg Zhou Qi drie opstanden neer in Yangxian. Ter gelegenheid van deze gebeurtenis en ter ere van Zhou werd de woonplaats hernoemd in 義兴 (Yixing), Chinees voor 'gerechtigheid en welvaart'. Tijdens de regering van keizer Song Taizong ontstond er een naamtaboe voor het karakter 義, daar zijn omgangsnaam Zhao Kuangyi (趙匡義) was. Daarom werd de stad in 976 opnieuw hernoemd in 宜兴 (Yixing).

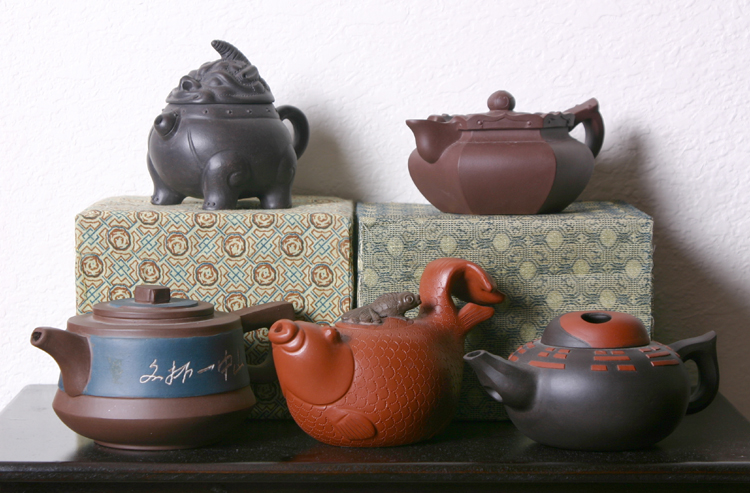
Yixing staat bekend om zijn traditionele theepotten

In de Song-Periode (960–1279) werd in het nabijgelegen meer Taihu klei verzameld, dat werd gebruikt voor het vervaardigen van traditioneel Chinees aardewerk. In Yixing ontstond een bloeiende handel in aardewerken producten. Met name theepotten en andere benodigdheden voor de Chinese theeceremonie waren veelgevraagde exportproducten. Vanaf de 17e eeuw werd veel Yixing-aardewerk geëxporteerd naar het Westen.
Met de stijgende populariteit van de Japanse bonsaitraditie ontstond een groeiende vraag naar geschikte aardewerken potten. Veel pottenbakkerijen in Yixing begonnen met de massaproductie van de nakawatari-pot, een type pot dat nog steeds veelvuldig wordt toegepast voor bonsaibomen. Tussen 1911 en het begin van de Tweede Wereldoorlog werden shinto-potten geproduceerd die geheel werden gemodelleerd naar de wensen van de Japanse inkopers.

## Administratieve onderverdeling

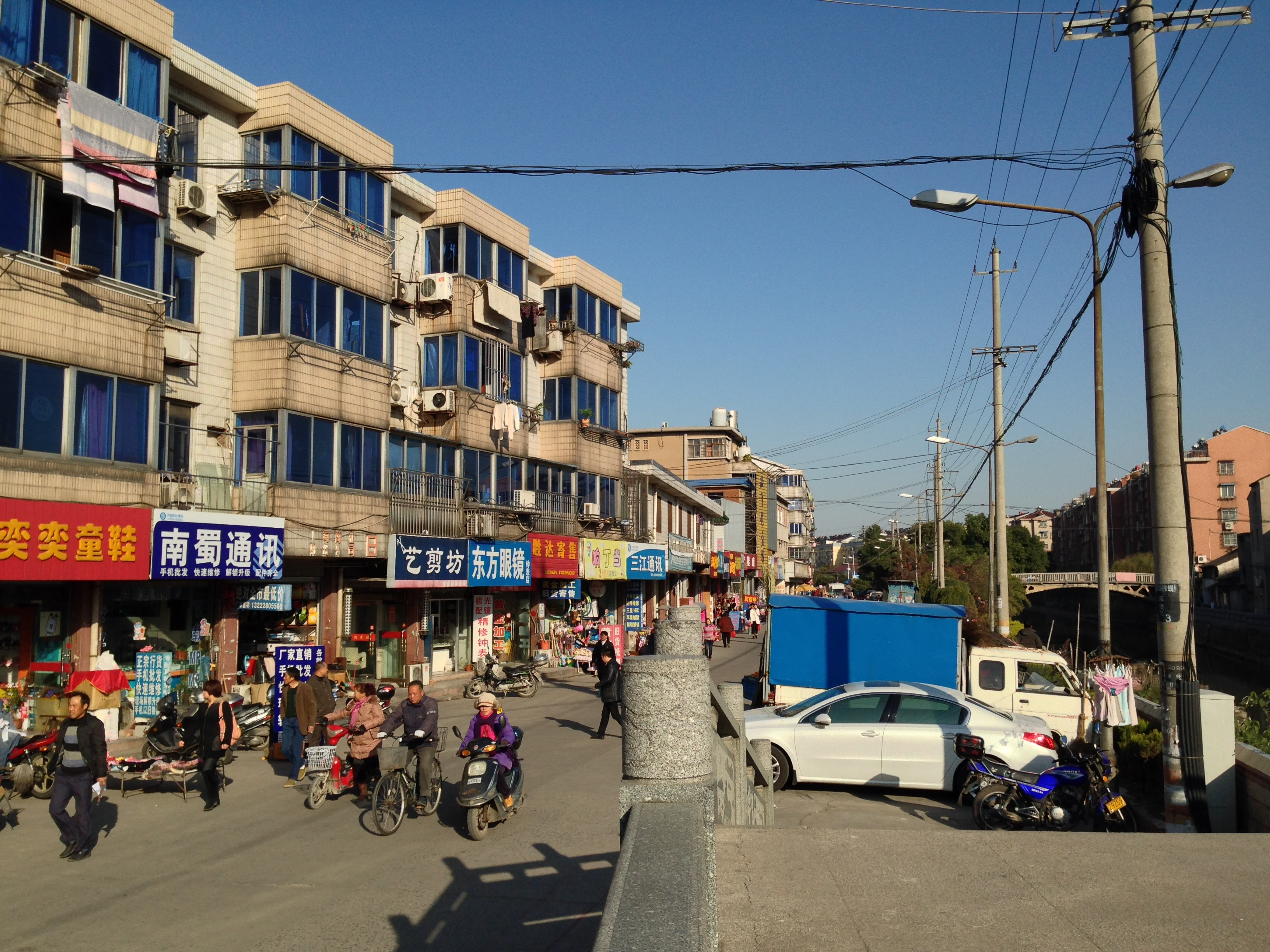
Straatbeeld van Dingshu

Yixing is onderverdeeld in vier subdistricten en 14 grote gemeentes:
Subdistricten
- Yicheng (宜城)
- Fangqiao (芳桥)
- Qiting (屺亭)
- Xinjie (新街)
- Xinzhuang (新庄)

Grote gemeentes
- Dingshu (丁蜀)
- Heqiao (和桥)
- Hufu (湖㳇)
- Gaocheng (高塍)
- Guanlin](官林)
- Taihua (太华)
- Wanshi (万石)
- Xizhu (西渚)
- Xinjian (新建)
- Xushe (徐舍)
- Yangxiang (杨巷)
- Zhangzhu (张渚)
- Zhoutie

## Geboren
- Chu Anping (1909-1966?), intellectueel en journalist